# Fernando Aramburu
Fernando Aramburu Irigoyen (San Sebastián, 4 gennaio 1959) è uno scrittore, poeta e saggista spagnolo di origine basca.

## Biografia
Scrittore basco, nasce a San Sebastián nel 1959 e compie gli studi di Filologia ispanica all’Università di Saragozza.
Insegna per alcuni anni spagnolo in Germania e comincia a dedicarsi alla scrittura spaziando nella sua vasta produzione dai romanzi e i racconti alle poesie, i saggi e i libri per ragazzi.
La sua ultima opera, Patria ha ricevuto il prestigioso Premio de la Crítica 2016, il Premio Nazionale di Letteratura per la Narrativa di Spagna 2017 e, nel 2018, il Premio Strega Europeo e il Premio letterario Giuseppe Tomasi di Lampedusa.

## Opere

### Romanzi
- Fuegos con limón (1996)
- Los ojos vacíos: Trilogía de Antíbula 1  (2000)
- Il trombettista dell'Utopia (El trompetista del Utopía, 2003), trad. Attilio Castellucci, Roma, La Nuova Frontiera, 2005, ISBN 88-8373-058-5.
- Bami sin sombra: Trilogía de Antíbula 2 (2005)
- Viaje con Clara por Alemania (2010)
- Anni lenti (Años lentos, 2012), trad. Bruno Arpaia, Milano, Guanda, 2018, ISBN 978-88-235-2085-1.
- La gran Marivián: Trilogía de Antíbula 3 (2013)
- Ávidas pretensiones (2014)
- Patria (2016), trad. Bruno Arpaia, Milano, Guanda, 2017, ISBN 978-88-235-1910-7.
- I rondoni (Los vencejos), Milano, Guanda, 2021, ISBN 978-88-235-2469-9.
- Figli della favola, Milano, Guanda, 2023
- Il bambino, Milano, Guanda, 2024

### Racconti
- No ser no duele (1997)
- El artista y su cadáver (2002)
- Los peces de la amargura (2006)

I pesci dell'amarezza, Roma, La Nuova Frontiera, 2008 traduzione di Elisa Tramontin ISBN 978-88-8373-107-5.
Dopo le fiamme, Parma, Guanda, 2019 traduzione di Elisa Tramontin ISBN 978-88-235-2203-9.
- El vigilante del fiordo (2011)

### Narrativa per l'infanzia
- El ladrón de ladrillos (1998)
- Mariluz y los niños voladores (2003)
- Vita di un pidocchio chiamato Mattia (Vida de un piojo llamado Matías, 2004), Milano, Adriano Salani Editore, 2008 illustrazioni di Raúl Arias ISBN 978-88-8451-854-5.
- Mariluz y sus extrañas aventuras (2013)

### Saggi
- Las letras entornadas (2015)
- Il rumore di quest'epoca (Utilidad de las desgracias y otros textos, 2015), Milano, Guanda, 2021 traduzione di Bruno Arpaia ISBN 978-88-235-2772-0.

### Poesia
- El librillo (1981)
- Ave Sombra/Itzal Hegazti (1981)
- Bruma y conciencia/Lambroa eta kontzientzia (1977-1990) (1993)
- El librillo (1995)
- Yo quisiera llover (2010)